# Home (группа)
Home (с англ. — «Дом») — британская прогрессив рок-группа, активно работавшая в начале 1970-х годов. Также иногда прослеживается жанр Кантри.
В основной состав вошли Мик Стаббс на соло-гитаре и лид-вокале, Лори Уайзфилд на соло-гитаре и бэк-вокале, Клифф Уильямс на бас-гитаре и бэк-вокале и Мик Кук на барабанах. За время их существования у них также было два клавишника. С 1971 по 1972 год это был Клайв Джон из Суонси (из уэльской группы Man), а другим на протяжении всей их короткой карьеры был Джимми Андерсон.

## История
Home была образована Клиффом Уильямсом и Лори Уайзфилдом в 1970 году после того, как их первая совместная группа «Sugar» (с англ. — «Сахар») распалась. Они объединились с гитаристом и вокалистом Миком Стаббсом и барабанщиком Миком Куком. Они подписали контракт с CBS Records в 1971 году и выпустили свой первый альбом Pause for a Hoarse Horse (с англ. — «Пауза для Хриплой Лошади») в августе. Они начали гастролировать в ноябре, когда поддержали Led Zeppelin на втором шоу Electric Magic в Wembley Empire Pool. С тех пор они открывали шоу для таких групп, как Argent, The Jeff Beck Group и The Faces. В сентябре того же года они снова отправились в студию, чтобы записать Home. Пластинка заняла 41-е место в британском чарте альбомов.
Home продолжали поддерживать тур Mott the Hoople по Великобритании в лондонском театре Rainbow 14 и 15 октября 1972 года. NME написали в своем обзоре шоу 15 октября, что "Те, кто в тот вечер ходил смотреть "Mott the Hoople", вместо этого вернулись, рассказывая о Home". В январе 1973 года они назвали их пятым "самым многообещающим новым именем" в своём опросе читателей. В марте группа дала два концерта на открытии для глэм-рок-группы Slade в Empire pool на Уэмбли. Затем в июле они выпустили концептуальный альбом The Alchemist. Группа заявила, что её вдохновил роман Жака Бержье и Луи Повеля "Утро магов". Журнал "Disc" назвал её "гениальной работой", но она не оказала коммерческого влияния. После того, как Мик Стаббс покинул группу, они гастролировали по Соединённым Штатам в качестве бэк-группы для Эла Стюарта с мая по июнь 1974 года. Четвертый альбом группы был записан, но так и не выпущен. После этого группа распалась.

## Впоследствии
После распада в 1974 году Клифф Уильямс присоединился к Bandit с 1975 по 1977 год. После того, как он покинул их, его попросили заменить басиста AC/DC Марка Эванса, и он оставался в группе до сегодняшнего дня (за исключением двухлетнего перерыва с 2016 по 2018 год). Лори Уайзфилд присоединился к Wishbone Ash и оставался с ними до середины 1980-х годов. Мик Кук присоединился к новому составу The Groundhogs в конце 1975 года, где он заменил Клайва Брукса на барабанах, а в 80-х играл с Lickmalolly. Мик Стаббс был участником недолговечного Paradise в 1975 году и продолжал выступать в качестве исполнителя и писателя (включая сингл Лулу "I Love to Boogie" 1979 года), а также вновь объединился с Куком для выступлений.

## Дискография
- Pause for a Hoarse Horse (26 августа 1971; CBS 64365)
- Home (16 марта 1972; CBS 64752) № 41 в UK Albums Chart[2]
- The Alchemist (июль 1973; CBS 65550)
- Live BBC Sessions 1972-73 (2000; Major League Productions, MLP02CD)[4]

## Состав

### Основной состав
- Мик Стаббс — вокал, соло-гитара, 12-струнная гитара, клавишные, фортепиано (1970—1974)
- Лори Уайзфилд — соло-гитара, акустическая гитара, cлайд-гитара, бэк-вокал (1970—1974)
- Клифф Уильямс — бас-гитара, бэк-вокал (1970—1974)
- Мик Кук — ударные, различная перкуссия, бэк-вокал (1970—1974, умер в 1997)
- Клайв Джон — клавишные (1970—1972)
- Джимми Андерсон — клавишные, синтезаторы, бэк-вокал (1973—1974)

### Дополнительный персонал
- Джонни "Вилли" Уайдер — скрипка (1971)